# Chiesa di Santo Stefano (Alessandria)
La chiesa di Santo Stefano è un luogo di culto cattolico della città di Alessandria, fondato dall'Ordine dei Servi di Maria; è sede di una parrocchia facente parte della zona pastorale di Alessandria

## Storia
Per comprendere appieno la storia della chiesa di santo Stefano in Alessandria, è necessario esaminare gli eventi che precedettero la sua costruzione, tra cui il Trattato di Utrecht, che segnò il passaggio di Alessandria dal Ducato di Milano al Regno di Sardegna. Questo cambiamento comportò significative trasformazioni strategico-militari, tra cui la costruzione della Cittadella di Alessandria, che portò alla demolizione del borgo di Bergoglio. Una chiesa  e convento di Santo Stefano in quel borgo esisteva, risalente al XII secolo, e fu officiata dai Servi di Maria fin dalle origini. I serviti vi rimasero fino alla sua demolizione avvenuta l'8 giugno 1728 per la costruzione, appunto, della nuova cittadella 

### XVIII secolo

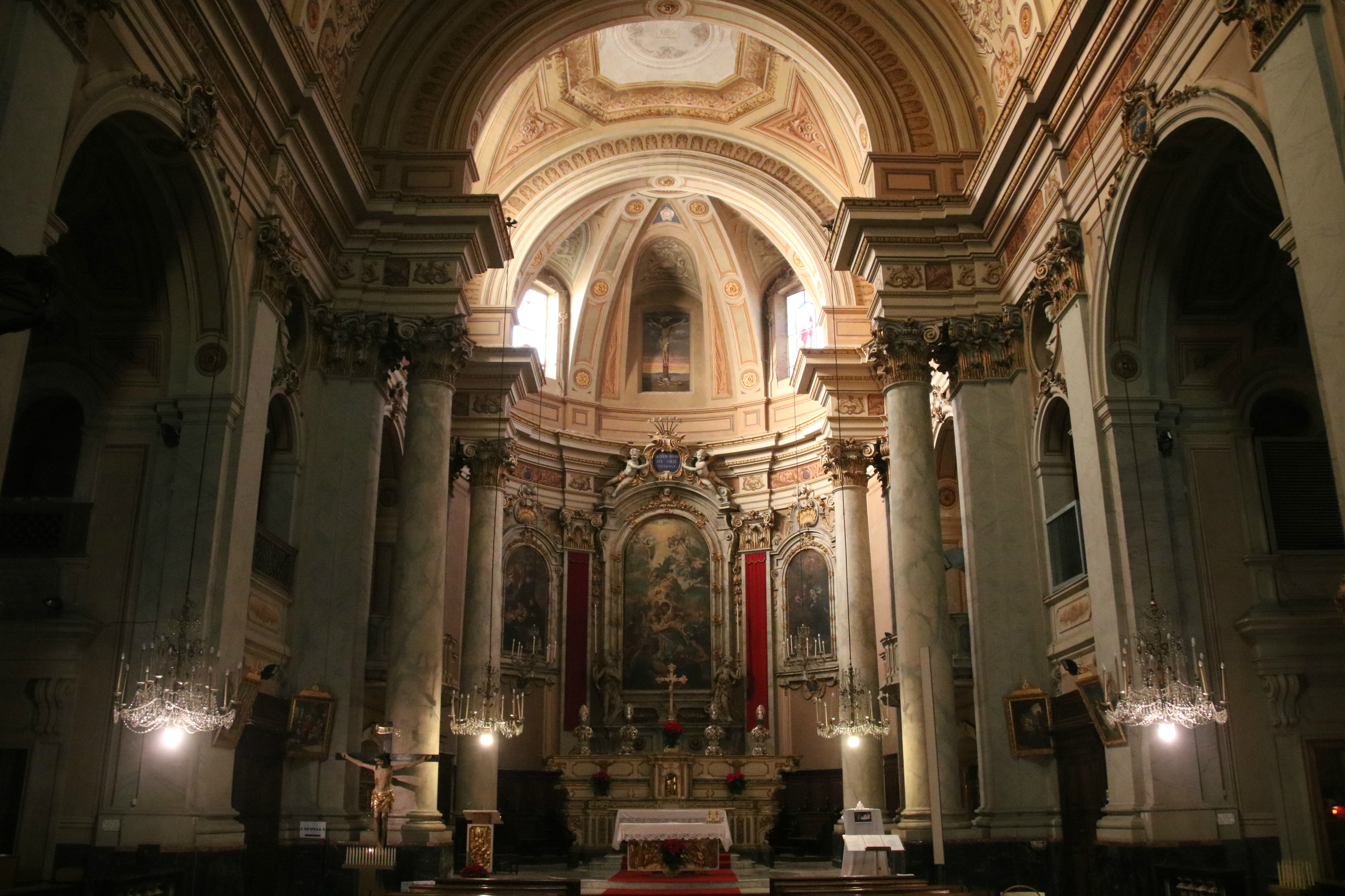
Interno della chiesa di Santo Stefano in Alessandria.

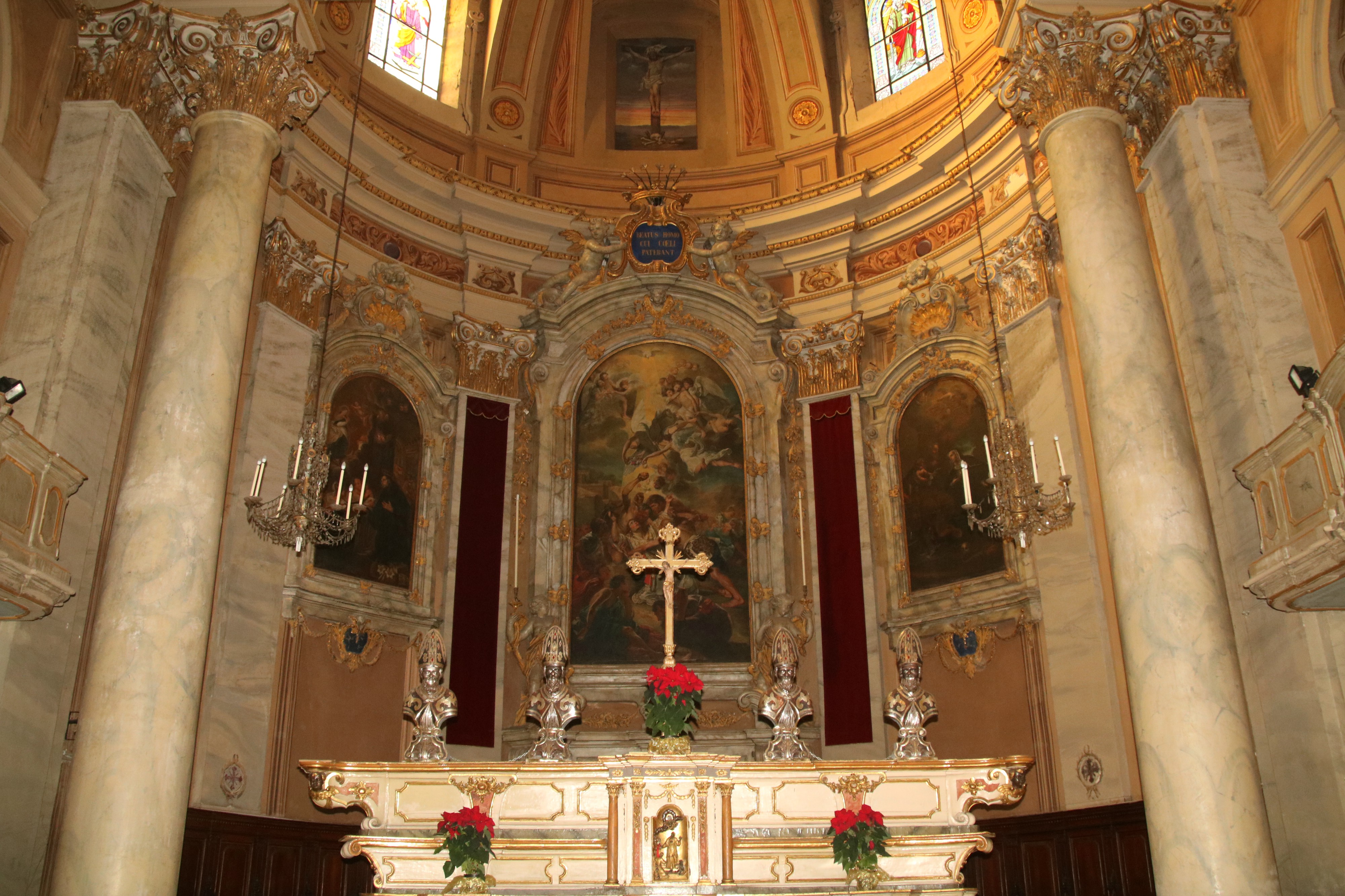
Particolare dell'abside.

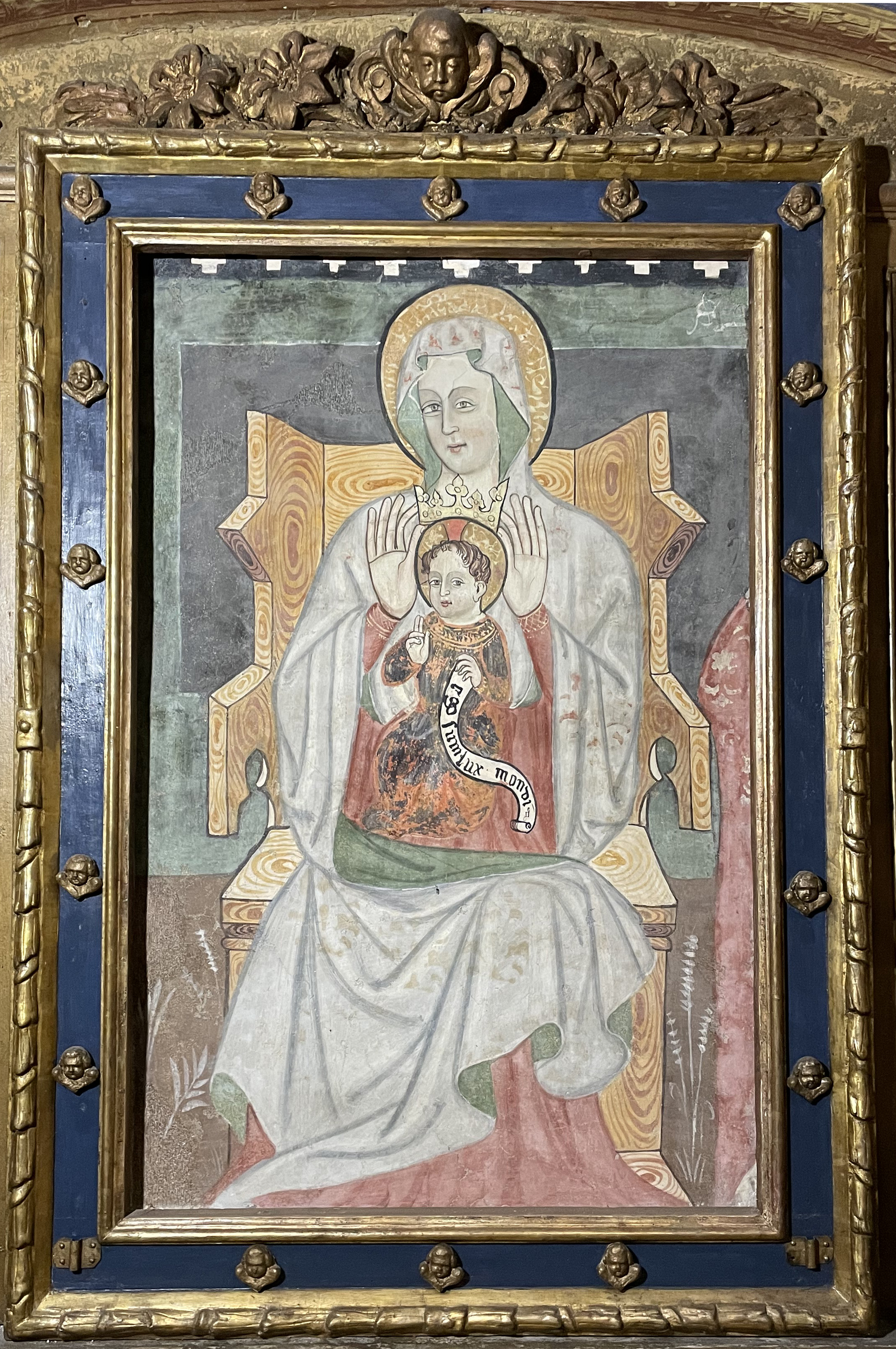
L'affresco, raffigurante "La Madonna in trono con Bambino", storicamente conosciuta come "La Vergine di San Baudolino", probabilmente proviene dall'antica chiesa di San Baudolino oppure dalla chiesa di Santo Stefano in Bergoglio.

La storia dell'edificazione della chiesa di Santo Stefano in Alessandria inizia con una demolizione, dunque. Infatti, nel 1728, fu il primo edificio di culto ad essere abbattuto. Ai padri vennero consegnate 30.000 lire piemontesi dalla Regia Camera de' Conti che utilizzarono, quasi immediatamente, il 25 maggio 1728, per acquistare una casa in città per loro abitazione, ed un terreno per erigere così una nuova chiesa parrocchiale.
Santo Stefano in Bergoglio venne officiata dai padri Serviti per l'ultima volta il 7 giugno 1728 e il 7 settembre dello stesso anno il vescovo di Alessandria, il cardinale Carlo Vincenzo Maria Ferrero Thaon benedisse la nuova chiesetta provvisoria appena costruita.
La piccola chiesa continuò ad essere utilizzata fino al 1741 quando, un decreto vescovile del 26 settembre, concesse all'ordine di edificare una chiesa. L'anno seguente, il 27 luglio, vi fu la posa della prima pietra, alla presenza del vescovo il barnabita Mercurino Arborio di Gattinara. I lavori proseguirono per tutto il 1743 per interrompersi repentinamente, furono ripresi soltanto nel 1766 per terminare definitivamente nel 1773. Il 3 ottobre 1773 il vescovo Tomaso de Rossi consacrò solennemente la nuova chiesa.

### XIX secolo
Il 14 giugno 1800 Alessandria, più precisamente Marengo e quasi tutta la Fraschetta, fu teatro di una delle battaglie più importanti della storia moderna: la battaglia di Marengo. Da questo momento, e fino al declino di Napoleone Bonaparte, Alessandria divenne parte integrante del Consolato prima, e del Primo Impero dopo.
La presenza francese si riverbera sulla vita delle persone e delle istituzioni: nel settembre del 1802, insieme a molti altri, il convento dei Serviti venne soppresso. Tutta la proprietà divenne ospedale militare e magazzino per le truppe. I padri poterono rientrare nel convento soltanto nel 1817, una volta che il processo di riappropriazione fosse stato messo in opera. Ripresero le attività di parrocchia e di officiatura della chiesa. Nel 1850 lasciarono definitivamente la chiesa di Santo Stefano e Alessandria consegnando la cura delle anime al parroco. Una seconda soppressione destinò il convento al demanio e la parrocchia passò definitivamente al clero secolare.